# Ньюпорт Каунті
«Ньюпорт Каунті» (валл. Clwb Pêl-droed Sir Casnewydd) — валлійський футбольний клуб з міста Ньюпорт. Заснований 1912 року, реформований у червні 1989 року. Домашні матчі проводить на стадіоні «Родні Парад», який вміщує 7 850 глядачів.

## Досягнення
- Чемпіон Третього дивізіону Футбольної ліги (Південь): 1938–1939
- Переможець плей-оф Національної Конференції: 2012–2013
- Переможець Південної Конференції: 2009–2010
- Переможець Південної Футбольної ліги: 1994–1995
- Переможець Першої ліги Уельсу: 1928, 1937, 1955, 1975, 1980
- Володар кубка Уельсу: 1979–1980